# François d'Aguilon
François d'Aguilon, född 4 januari 1567 i Bryssel och död 20 mars 1617 i Tournai, var en nederländsk arkitekt.
D'Aguilon blev barockstilens förste målsman i norra Europa, särskilt genom Jesuitkyrkan i Antwerpen (förstörd genom brand, men återuppbyggd).